# Brachyptérolle leptosome
Brachypteracias leptosomus
Genre
Espèce
Statut de conservation UICN

 VU A3cd : Vulnérable
 C1 
Le Brachyptérolle leptosome (Brachypteracias leptosomus) est une espèce d'oiseaux de la famille des Brachypteraciidae. C'est la seule espèce du genre Brachypteracias.
Cet oiseau est endémique de l'est de Madagascar.